# Banda de Música da Trofa
A Banda de Música da Trofa é uma orquestra de sopros portuguesa, representativa do género banda filarmónica (ou "banda civil"), fundada em 1951 na cidade da Trofa, distrito do Porto; tutelada pela Associação Musical e Cultural da Trofa. É homenagiada na toponímia de uma das ruas da cidade,  a Rua da Banda de Música da Trofa, localizada na freguesia de Bougado.